# Abluft
Abluft ist ganz allgemein die aus einem Raum frei oder gezwungen abströmende Luft. Bei der Betrachtung von Wohnraum kann diese Abluft z. B. weiter verwendet werden, indem diese anderen Räumen als Umluft wieder zugeführt wird oder ihre thermische Energie in einer Wärme- oder Kälterückgewinnung genutzt wird.
Abluft und Abgas sind zu unterscheiden. Abgas besteht aus Verbrennungsgasen und ist im Gegensatz zur Abluft höher belastet.

## Anwendungen
- Klimaanlage:

Raumluft wird in dem Moment zur Abluft, sobald sie den Raum verlässt. Zur qualitativen Klassifizierung wird die Abluft (wie auch die Fortluft) in vier Kategorien eingeteilt:
Kategorie ETA-1: Luft aus Räumen, deren Hauptemissionen Baustoffe und menschliche Stoffwechsel sind
Kategorie ETA-2: Luft aus Räumen mit gleicher Verunreinigungsquelle wie ETA-1, jedoch mit mehr menschlicher Aktivität und Raucherlaubnis
Kategorie ETA-3: Luft aus Räumen, in denen Feuchtigkeit und Chemikalien freigesetzt werden
Kategorie ETA-4: Luft, die Gerüche und Verunreinigung über das erlaubte Maß hinaus enthält
Treffen Abluftströme aus verschiedenen Kategorien zusammen, dann ist die Kategorie mit der höchsten Nummer maßgebend.
- Wäschetrockner: Die zur Trocknung aufgenommene Feuchtigkeit wird mit Luft ins Freie abgeführt.
- Dunstabzugshaube: Eine Dunstabzugshaube nimmt den beim Kochen entstehenden Wrasen auf und führt sie ins Freie.